# Komenda (posestvo)
Za naselje v Sloveniji glej Komenda.
Komenda je izposojena beseda, ki pomeni  najmanjšo upravno enoto viteškega reda, nekdaj tudi posestvo premožnega viteškega reda.

## Razvoj besede
Beseda komenda se na Slovenskem uporablja od 19. stoletja in je eventualno prevzeta iz nemške Kommende. Nastala je prek novolatinske commenda  iz latinske besede commendare v pomenu zaupati komu kaj; prvotno začasna izročitev proste nadarbine duhovniku.
Komenda je tako pomenila:
- komenda - cerkveno (redovno) nadarbino; to je užitek dohodkov iz posestva
- komenda - pri viteških redovih; področje pod upravo komtúrja (npr.: Komenda pri Kamniku, ki je bila v oblasti malteškega viteškega reda).